# Forbus
Forbus är namn på en samling svenska adliga ätter som utgrenat sig från den skotska ätten Forbes. Samtliga är utslocknade.
Arvid Forbus blev friherre 1652, men slöt själv sin ätt. Genom hans dotter Sofia Juliana, gift med greve Axel Julius De la Gardie (1637-1710) tillkom Delagardieska arkivet, en betydande samling släktpapper, ur vilken Elof Tegnér hämtat stoff till familjeinteriörer som han skildrat i Arvid Forbus och Margareta Boije samt "Ur en brefväxling från reduktionens och släktprocessens tid" (i Svenska bilder från 1600-talet, 1896).